# Nicolson Calvert
Nicolson Calvert (15 mai 1764 - 13 avril 1841) est un homme politique anglais whig.

## Biographie
Fils de Felix Calvert, brasseur de Southwark et de Hunsdon, il fait ses études à la Harrow School et à Trinity Hall, à Cambridge . En 1789, il épouse Frances Pery, fille et cohéritière d'Edmund Pery (1er vicomte Pery), homme politique influent de Limerick en Irlande . Ils ont six fils et deux filles. Leur fils, Felix (décédé en 1862), combat à la bataille de Waterloo  tandis que leur deuxième fille, Isabella (1793-1862) épouse Sir James Stronge, baronnet . Ils vivent à Hunsdon House dans le Hertfordshire, qu'il hérite de son oncle (également appelé Nicolson Calvert) .
Il est député de l'arrondissement de Hertford de 1802 à 1826 et du comté de Hertfordshire de 1826 à 1834 .